# Boyeria irene
Boyeria irene – gatunek ważki z rodziny żagnicowatych (Aeshnidae), dawniej przez część systematyków uznawany za synonim Boyeria cretensis. Występuje w Europie Południowej i Afryce Północnej.